# Rafael Alarcia
Rafael Álvarez Alarcia (Santander, Cantabria, 18 de julio de 1938-Irún, 5 de febrero del 2024), conocido como Alarcia, fue un futbolista español que se desempeñaba como guardameta.

## Biografía

### Carrera deportiva
Alarcia se formó en las categorías inferiores del Real Unión C. de Irún, localidad donde se crio al llegar con ocho años desde su Santander natal. En 1958 fichó por el Touring K. E. (Tercera División), permaneciendo con los galleteros hasta el verano de 1961 cuando firmó por el Real Oviedo (Primera División), aunque jugó cedido en su primera temporada en la U. P. Langreo (Tercera División), consiguiendo el ascenso a Segunda.
Su debut en la portería del club carbayón no se produjo hasta el 23 de septiembre de 1962 en la victoria en el antiguo Carlos Tartiere en la victoria (2-0) sobre el Córdoba C. F.. En la temporada 65-66, tras el descenso del Real Oviedo a Segunda, Alarcia se convirtió en portero titular, ocupando ese puesto hasta que en el mercado de invierno de la siguiente temporada fue traspasado al Real Zaragoza (Primera División).
En el conjunto maño jugó hasta la temporada 1969-1970 disputando un total de 42 partidos de liga, teniendo la oportunidad de debutar en la Copa de Ferias en la edición de la 67-68 en la derrotar (3-2) frente al equipo neerlandés del F. C. Utrecht.
Tras abandonar el Real Zaragoza, Alarcia fue fichado por el R. C. D. Mallorca (Segunda División), recién descendido a la categoría y donde fue titular en 37 partidos de liga.
En la temporada 1971-1972 firmó por el R. C. Celta de Vigo (Primera División), donde fue titular las dos primeras temporadas hasta la llegada de Luis Aguerre, procedente del uruguayo C. S. D. Huracán Buceo, que le quitó el puesto. En el conjunto celeste tuvo la oportunidad de debutar en la Copa de la UEFA en la 71-72 en la derrota (1-0) contra al Aberdeen F. C. escocés.
Su última temporada en activo (1974-1975) la disputó en el Deportivo Alavés (Segunda División) recién ascendido a la categoría, donde compartió portería con Luis María Vidaurrázaga y  Rodri.

### Trayectoria posterior
Abandonada su carrera deportiva como futbolista obtuvo el título de entrenador regional, aunque no hizo uso de él y regresó a Irún, donde trabajó como agente de aduanas más de 20 años.

## Clubes
| Club                   | País   | Año       |
| ---------------------- | ------ | --------- |
| Touring K. E.          | España | 1957-1961 |
| U. P. Langreo (cedido) | España | 1961-1962 |
| Real Oviedo            | España | 1962-1967 |
| Real Zaragoza          | España | 1966-1970 |
| R. C. D. Mallorca      | España | 1970-1971 |
| R. C. Celta de Vigo    | España | 1971-1974 |
| Deportivo Alavés       | España | 1974-1975 |